# فويتشخ بارتنيك
فويتشخ ستانيسواف بارتنيك (بالبولندية: Wojciech Stanisław Bartnik) هو ملاكم بولندي. شارك في دورة الألعاب الأولمبية الصيفية سنة 1992 وحقق الميدالية البرونزية فيها. بدأ مسيرته الاحترافية في سنة 2001.

## الميداليات
| الميدالية | المسابقة                       |
| --------- | ------------------------------ |
| برونزية   | الألعاب الأولمبية الصيفية 1992 |

## روابط خارجية
- فويتشخ بارتنيك على موقع بوكس ريك (الإنجليزية) (registration required)
- فويتشخ بارتنيك على موقع أوليمبيديا (الإنجليزية)
- فويتشخ بارتنيك على موقع اللجنة الأولمبية البولندية (مؤرشف) (البولندية)